# Nevajärvi (sjö i Karleby, Mellersta Österbotten, Finland)
Nevajärvi och Kangasjärvi eller Vidonjärvi är  sjöar i Finland. De ligger i kommunen Karleby i landskapet Mellersta Österbotten, i den centrala delen av landet, 400 km norr om huvudstaden Helsingfors. Nevajärvi ligger 95 meter över havet. I omgivningarna runt Nevajärvi växer i huvudsak blandskog. Arean är 6 hektar och strandlinjen är 1,27 kilometer lång. Sjön  ingår i Perho å huvudavrinningsområde. 